# Koizumi Matajirō
 (mai 2024).
Si vous disposez d'ouvrages ou d'articles de référence ou si vous connaissez des sites web de qualité traitant du thème abordé ici, merci de compléter l'article en donnant les références utiles à sa vérifiabilité et en les liant à la section « Notes et références ».
Koizumi Matajirō est un nom japonais traditionnel ; le nom de famille (ou le nom d'école), Koizumi, précède donc le prénom (ou le nom d'artiste).
Pour les articles homonymes, voir Koizumi (homonymie).
Koizumi Matajirō (小泉 又次郎) (10 juin 1865 - 24 septembre 1951), est un homme politique japonais. 

## Biographie
Il occupa notamment les fonctions de ministre des Communications. 
Il est le grand-père de Jun'ichirō Koizumi, premier ministre du Japon de 2001 à 2006 et l'arrière-grand-père de Shinjirō Koizumi.